# Пешелань (посёлок)
Пешела́нь — посёлок сельского типа в Арзамасском районе Нижегородской области. Входит в состав Бебяевского сельсовета.

## История
В 1933 году к юго-востоку от станции Пешелань для разработки Бебяевского месторождения гипса был открыт Пешеланский завод по добыче гипсового камня. В это же время началось строительство жилья для работников завода. Так появился посёлок Пешелань. В 1942—1943 годах в районе Пешелани был открыт ещё один завод, что позволило начать производство медицинского гипса и алебастра. 1 августа 1957 года оба завода были объединены в Пешеланский гипсовый комбинат.

## Население
| 1999 | 2002 | 2010 |
| ---- | ---- | ---- |
| 178  | ↘175 | ↘107 |

## Транспорт
В 2,5 км от посёлка находится одноимённая железнодорожная станция на ветке Арзамас — Лукоянов (часть железной дороги Нижний Новгород — Пенза). Пассажирское движение по станции полностью отсутствует.
Имеется автобусное сообщение с Арзамасом.[уточнить]

## Экономика
В посёлке имеется ООО «Пешеланский гипсовый завод», занимающееся добычей гипсового камня и производящее из него гипсовые блоки, гипсостружечные и пазогребневые плиты, сухие смеси, гипсовый клей, гипсовые вяжущие материалы (гипс строительный и формовочный) и гипсовую шпатлёвку. Перевозка гипсового сырья от шахты до гипсового завода осуществляется по узкоколейной железной дороге Пешеланского гипсового завода.

## Инфраструктура
При «Пешеланском гипсовом заводе» действуют несколько туристических объектов, в том числе в самом посёлке находятся гостиничный комплекс «Афоня», выставочный центр народно-художественных промыслов «Афанасий» и оздоровительный центр «Афина».
В посёлке имеются здравпункт, бассейн, стадион, свой футбольный клуб, скверы, часовни и цветники.
При заводе действует Академия гипса, занимающаяся научно-техническими исследованиями в области строительных материалов. В посёлке работают Женский клуб «Афина» и Мужской клуб.

## СМИ
Издаётся бесплатная еженедельная заводская газета «Шахтёр» с двумя приложениями («Спортивный вестник „Шахтёра“» и литературно-художественное приложение «Пегас»).

## Спорт
В посёлке выступал футбольный клуб «Шахтёр», неоднократно побеждавший в чемпионате Нижегородской области, становившийся чемпионом России среди любительских футбольных клубов (2012), а в 2015 году дошедший до 1/32 финала Кубка России.